# The Seduction of Ingmar Bergman
Albums de Sparks
Exotic Creatures of the Deep
(2008) FFS
(2015)
The Seduction of Ingmar Bergman est le vingt-deuxième album du groupe américain de rock Sparks. Il est sorti en 2009 sur leur label Lil' Beethoven.
Il s'agit d'une dramatique radio conçue pour Sveriges Radio retraçant une visite imaginaire du réalisateur suédois Ingmar Bergman à Hollywood. L'intrigue est fondée sur la dichotomie entre intégrité artistique et perspectives commerciales. Musicalement, l'album embrasse une grande variété de styles, de la musique classique à la pop en passant par le jazz ou le vaudeville.

## Contexte
The Seduction of Ingmar Bergman constitue la première excursion de Sparks, le groupe des frères Ron et Russell Mael, dans le domaine de la dramatique radio. Il s'agit d'une œuvre de commande pour le compte de Sveriges Radio, la société nationale de radiodiffusion suédoise,. Ce projet est une idée de Marie Wennersten (sv), qui travaille pour SR Radioteatern (sv), la branche de Sveriges Radio chargée du théâtre radiophonique. Elle devient fan de Sparks en 2004, après avoir assisté à leur concert à Stockholm : « Je n'avais jamais vu auttant d'énergie et d'adoration dans un public. J'ai cru que le théâtre Södra allait décoller et s'envoler. Elle a ultérieurement l'occasion de se rendre à Los Angeles pour écrire un article sur un autre concert du groupe et l'idée d'une collaboration lui vient à ce moment-là : « Je rêvais de les entraîner dans le monde de la radio,.
Wennersten entre en contact avec Sparks lorsque le directeur de SR Radioteatern, Jasenko Selimovic, décide de lancer la production de nouvelles dramatiques radio musicales. Elle estime que le groupe conviendrait à ce format : « Ils sont assez extravagants, un côté hors du commun, et surtout, leur musique est tellement haute en couleur qu'elle se passe très bien de tout pendant visuel ». Les frères Mael sont dans un premier temps surpris que la radio publique suédoise leur propose d'écrire une comédie musicale et ils hésitent à accepter cette offre. Wennersten doit déployer des trésors de persuasion par courriel et téléphone pendant des mois pour les convaincre d'accepter. Le duo l'envisage d'abord comme un projet secondaire entre deux albums, mais se laisse prendre au jeu. « Nous autres Américains avons presque abandonné la dramatique radio, et il nous a semblé particulièrement exaltant de travailler dans ce format qui laisse la part belle à l'imagination de l'auditoire. Outre notre amour de Bergman, nous adorons également Orson Welles et son utilisation de la radio nous a servi d'inspiration.
Une condition posée par Sveriges Radio est que l'œuvre finale doit comprendre un élément suédois. Les frères Mael décident d'invoquer la figure du réalisateur Ingmar Bergman. Ron Mael raconte : « À l'université, nous étions tous les deux de grands cinéphiles. À l'époque, il fallait n'aimer que les films étrangers et mépriser les films américains sous peine de ne pas être cool. » À propos de Bergman, il poursuit : « C'était quelqu'un de très sérieux. Il abordait des sujets très importants d'une manière très pure, très cinématique. Maintenant, ces sujets sont considérés comme prétentieux. Personne ne veut avoir l'air de se préoccuper des sujets graves. De son côté, Russell Mael explique que Bergman « est d'une certaine manière le sujet le moins approprié qui soit pour une comédie musicale. C'est très absurde et c'est ce qui nous plaît. C'était un individu si profond et intense, et la grande majorité de ses films abordent des sujets vraiment profonds. Mais nous ne voulions pas le tourner en dérision, nous voulions produire quelque chose de respectueux, quelque chose que Bergman aurait pu apprécier ». Après avoir approuvé le projet, Sveriges Radio laisse une totale liberté à Sparks pour développer The Seduction of Ingmar Bergman à leur idée.
Pour écrire à propos de l'industrie du cinéma hollywoodienne, les frères Mael peuvent s'appuyer sur leur expérience personnelle. Entre la fin des années 1980 et le début des années 1990, ils ont passé six ans à essayer de mettre sur pied une adaptation cinématographique du manga japonais Mai (en). Le projet ne voit jamais le jour, bien que la musique ait été entièrement écrite et que le nom de Tim Burton ait été évoqué pour la réalisation. Cette expérience influence la manière dont le directeur de studio est dépeint dans The Seduction of Ingmar Bergman. Sparks a auparavant travaillé avec Jacques Tati sur un autre projet inabouti appelé Confusion. Au cours de leurs échanges avec Tati, ils ont l'occasion d'évoquer les invitations que le réalisateur français a reçues de studios hollywoodiens.

## Intrigue
L'histoire de The Seduction of Ingmar Berman, qui présente des événements imaginaires arrivant au réalisateur suédois Ingmar Bergman, s'intéresse à la tension entre intégrité artistique et perspectives commerciales, ainsi qu'aux différences entre les cultures européenne et américaine. Ces dichotomies sont au cœur d'une bonne partie de la discographie de Sparks,,. The Times la résume en « un croisement entre Le Magicien d'Oz et The Truman Show, avec une dose de Life on Mars.
L'intrigue prend place au milieu des années 1950. Bergman rentre du festival de Cannes 1956, où son film Sourires d'une nuit d'été a remporté le prix de l'humour poétique. De retour à Stockholm, il se sent irrésistiblement attiré par un cinéma qui diffuse un film d'action hollywoodien. En sortant de la salle, il découvre qu'il est arrivé sans le savoir comment à Hollywood et qu'un chauffeur de limousine l'attend pour le conduire à un studio. Les directeurs du studio accueillent Bergman avec fastes : ils espèrent qu'il restera à Hollywood pour réaliser des films à la manière américaine. Ils lui réservent une chambre d'hôtel avec un « comité d'accueil », en réalité une prostituée, pour le convaincre.
Balloté de réunion en réunion, Bergman rencontre plusieurs réalisateurs européens ayant choisi de poursuivre leur carrière aux États-Unis : Billy Wilder, Fritz Lang, Friedrich Wilhelm Murnau, Jacques Tourneur, Josef von Sternberg et Alfred Hitchcock. Tous ont l'air contents de leur sort, et la perspective d'un financement sûr pour ses films a de quoi tenter Bergman, qui continue pourtant à hésiter.
Le récit dégénère en un véritable cauchemar kafkaïen. Assailli par des chasseurs d'autographes, Bergman décide qu'il n'est pas fait pour Hollywood. Il tente en vain d'appeler en Suède au téléphone avant de prendre la fuite à pied, poursuivi par le personnel de son hôtel, des voitures et des hélicoptères de police. Il échappe à ses poursuivants et arrive au bord de l'océan Pacifique. Après avoir supplié Dieu de le délivrer, il rencontre une figure angélique : il s'agit de Greta Garbo, qui l'invite à visionner avec elle le film qui l'a rendue célèbre, La Légende de Gösta Berling. Lorsqu'il sort du cinéma, il découvre qu'il est de retour dans son pays natal, où une foule l'acclame.

## Enregistrement
Des artistes américains et suédois contribuent à The Seduction of Ingmar Bergman. Les parties musicales sont enregistrées par Sparks aux États-Unis, tandis que Marie Wennersten supervise l'enregistrement des acteurs suédois à Stockholm,. La traduction des paroles est également assurée en Suède. « Puisque je ne parle pas suédois, je ne saurai jamais comment ils s'en sont tirés », commente Russell Mael avant de saluer le travail des personnes impliquées pour transposer l'esprit du texte original en suédois. La communication entre Sparks et Wennersten passe principalement par un serveur FTP : les frères Mael envoient leur musique et Wennersten, les enregistrements vocaux en suédois. Le résultat s'avère satisfaisant pour les frères Mael, qui apprécient aussi que le rôle d'Ingmar Bergman soit endossé par Jonas Malmsjö (en), un acteur qui a joué dans des pièces de théâtre mises en scène par Bergman lui-même vers la fin de sa vie. Il apporte ainsi une expérience de première main dans son interprétation.
L'album mêle différents styles musicaux : musique classique et opéra, mais aussi polka, vaudeville, jazz ou rock. Il présente des passages parlés et d'autres chantés,. Il n'est pas découpé en chansons, mais constitue une œuvre unique de 64 minutes de long, divisée en 24 passages narratifs,. Certains passages font écho à la discographie de Sparks, avec des clins d'œil à d'anciens albums, en particulier les deux plus récents, Hello Young Lovers et Exotic Creatures of the Deep.

### Parution et accueil
La version suédoise de The Seduction of Ingmar Bergman, qui comprend des passages en anglais et en suédois, est interprétée pour la première fois le 14 août 2009 au théâtre Södra de Stockholm. Cette performance est diffusée en direct sur la station de radio P1. Une édition limitée à 1 000 exemplaires au format CD est éditée au même moment par SR Records, la maison de disques de Sveriges Radio. Sparks publie ultérieurement la version anglaise de l'œuvre sur son propre label, Lil' Beethoven Records, sous la forme d'un double 33 tours, ainsi qu'en téléchargement. Cette version est interprétée pour la première fois à Londres le 28 octobre 2009 sous la houlette de Stuart Maconie (en), présentateur sur BBC 6 Music, qui assure ensuite une séance de questions et réponses avec les frères Mael.
Une édition remasterisée de la version anglaise de The Seduction of Ingmar Bergman est publiée en 2022 aux formats 33 tours, CD et numérique par le label BMG dans le cadre de sa campagne de rééditions « 21st Century Sparks ». Cette réédition atteint la 7e place du classement des meilleures ventes d'albums indépendants et la 36e place du classement des meilleures ventes de 33 tours au Royaume-Uni.

### Adaptations
En octobre 2009, Sparks annonce envisager de jouer l'album sur scène et de l'adapter au cinéma avec le réalisateur canadien Guy Maddin. Les frères Mael confirment lors d'un entretien avec Michael Silverblatt (en) que le projet de film suit son cours et qu'ils cherchent des moyens de le financer. Guy Maddin est toujours impliqué dans le projet, tout comme l'acteur Jason Schwartzman.
La première interprétation publique de la comédie musicale se déroule le 25 juin 2011 au John Anson Ford Amphitheatre (en), dans le cadre du festival du film de Los Angeles. Aux côtés des frères Mael et de Guy Maddin (chargé de lire des indications scéniques tirées du scénario), Bergman et Garbo sont interprétés par Peter Franzén et Ann Magnuson, tandis que Rebecca Sjöwall (en), Katie Puckrik (en) et Tammy Glover reprennent leurs rôles de l'album,,.
En 2017, les frères Mael annoncent la possibilité d'un film d'animation adapté de The Seduction of Ingmar Bergman réalisé par Joseph Wallace. Ce dernier est l'auteur du clip de la chanson Edith Piaf (Said It Better Than Me), sortie la même année sur l'album Hippopotamus. Russell Mael évoque à nouveau cette idée lors d'un entretien pour The Quietus en 2020 en expliquant que les marionnettes de Wallace se prêteraient bien aux scènes d'action fantasmagoriques de la fin du récit. Il note par ailleurs que l'expérience acquise pendant la création de The Seduction of Ingmar Bergman leur a été utile pendant la conception de la comédie musicale Annette, portée au cinéma par Leos Carax la même année.

## Fiche technique

### Chansons
Toutes les chansons sont écrites et composées par Ron Mael et Russell Mael.
| No  | Titre                                | Durée |
| --- | ------------------------------------ | ----- |
| 1.  | 1956 Cannes Film Festival            | 1:56  |
| 2.  | 'I Am Ingmar Bergman'                | 3:09  |
| 3.  | Limo Driver (Welcome to Hollywood)   | 3:08  |
| 4.  | 'Here He Is Now'                     | 1:19  |
| 5.  | 'Mr. Bergman, How Are You?'          | 4:28  |
| 6.  | 'He'll Come 'Round'                  | 1:44  |
| 7.  | En Route to the Beverly Hills Hotel  | 1:56  |
| 8.  | Hollywood Welcoming Committee        | 2:36  |
| 9.  | 'I've Got to Contact Sweden'         | 2:41  |
| 10. | The Studio Commissary                | 3:08  |
| 11. | 'I Must Not Be Hasty'                | 1:47  |
| 12. | 'Quiet on the Set'                   | 1:06  |
| 13. | 'Why Do You Take That Tone with Me?' | 2:52  |
| 14. | Pleasant Hotel Staff                 | 0:55  |
| 15. | Hollywood Tour Bus                   | 1:34  |
| 16. | Autograph Hounds                     | 2:20  |
| 17. | Bergman Ponders Escape               | 2:25  |
| 18. | 'We've Got to Turn Him 'Round'       | 2:37  |
| 19. | Escape (Part 1)                      | 4:14  |
| 20. | Escape (Part 2)                      | 5:59  |
| 21. | 'Oh, My God'                         | 2:59  |
| 22. | Garbo Sings                          | 3:48  |
| 23. | Almost a Hollywood Ending            | 2:13  |
| 24. | 'He's Home'                          | 3:38  |

### Distribution
- Russell Mael : le chef du studio ; les policiers 1 et 2
- Ron Mael : le chauffeur de limousine ; le guide touristique
- Marcus Blake : un chasseur d'autographes ; Woody
- Tammy Glover : le « comité de bienvenue » ; Gerry
- Saskia Husberg : l'interprète
- Elin Klinga (en) : Greta Garbo
- Marie-Chantal Long : l'annonceuse du festival de Cannes
- Jonas Malmsjö (en) : Ingmar Bergman
- Steve McDonald : le concierge de l'hôtel
- Steven Nistor (en) : le portier de l'hôtel
- Katie Puckrik (en) : la directrice de l'hôtel
- Rebecca Sjöwall (en) : la starlette hollywoodienne
- Jim Wilson : le premier assistant réalisateur ; un chasseur d'autographes

### Musiciens
- Ron Mael : claviers, orchestration
- Russell Mael : chant
- Jim Wilson, Dean Menta (en) : guitare
- Marcus Blake : basse
- Tammy Glover, Steven Nistor (en) : batterie

### Équipe de production
- Ron Mael : producteur, mixage
- Russell Mael : producteur, ingénieur du son, mixage
- Bill Inglot, Dave Schultz : remastering
- Marie Wennersten : producteur de la version suédoise
- Magnus Lindman : traduction
- Eric Nyblaeus : ingénieur du son
- Sven Philip : assistant effets sonores
- Rachel Gutek : design
- Mattias Ahlm : photographie